# Heinrich Prade
Heinrich Prade (5. června 1853 Liberec – 22. dubna 1927 Vídeň) byl sudetoněmecký a rakousko-uherský politik Německé lidové strany, v letech 1906–1907 a znovu roku 1908 předlitavský německý ministr-krajan.

## Biografie
V mládí působil jako obchodník, pracoval v tkalcovně vlastněné svým otcem. Později se stal úředníkem Jihoseveroněmecké spojovací dráhy. V roce 1871 se stal úředníkem liberecké pojišťovny Concordia. Od roku 1885 byl samostatným obchodníkem (exportní obchod) a od téhož roku zasedal v městské radě v Liberci. Od roku 1885 až do roku 1910 zasedal jako poslanec Českého zemského sněmu.
Ve volbách do Říšské rady roku 1885 získal i mandát v Říšské radě (celostátní zákonodárný sbor), kde reprezentoval městskou kurii, obvod Liberec. Mandát obhájil za stejný obvod ve volbách do Říšské rady roku 1891, volbách do Říšské rady roku 1897, volbách do Říšské rady roku 1901 a volbách do Říšské rady roku 1907 (v posledně jmenovaných volbách konaných již podle rovného práva, bez kurií, byl zvolen za obvod Čechy 076). Ve vídeňském parlamentu zasedal do konce funkčního období sněmovny, tedy do roku 1911.
Po volbách roku 1885 patřil do klubu Sjednocené levice, do kterého se spojilo několik ústavověrných proudů. V roce 1890 se uvádí jako poslanec klubu Deutschnationale Vereinigung. Za Deutschnationale Vereinigung byl opětovně do parlamentu zvolen i v roce 1891. Ve volbách roku 1897 se uvádí coby kandidát Německé lidové strany.
V období let 1889–1901 byl místostarostou Liberce. V roce 1900 mu byl nabídnut post ve vládě Ernesta von Koerbera, ale nabídku odmítl. V letech 1900–1901 byl prvním místopředsedou poslanecké sněmovny Říšské rady. Politicky se profiloval jako obhájce zájmů německy mluvících obyvatel Čech. V otázkách česko-německých vztahů ho ke konzultacím zval i rakousko-uherský panovník.
Vrchol jeho politické kariéry nastal počátkem 20. století, kdy se za vlády Maxe Becka stal německým ministrem-krajanem (ministr reprezentující Němce z Čech). Funkci zastával v období 2. června 1906 – 9. listopadu 1907 a pak po jisté přestávce ještě od 9. května 1908 do 15. listopadu 1908. Jako člen vlády vzbudil rozruch, když se veřejně postavil proti konceptu všeobecného a rovného volebního práva.
Následně se profiloval jako představitel významných finančních institucí. Byl ředitelem Městské spořitelny v Liberci, na jejímž založení se podílel. V letech 1908–1909 zasedal ve vedení centrální banky Oesterreichisch-ungarische Bank.
V roce 1881 se oženil s Annou Julianou Reichovou (1857–1945). Z manželství vzešly tři dcery. Nejstarší Emma (1884–1971) byla matkou historika Heinricha Appelta (1910–1982).